# Optimistická jeskyně
Optimistická jeskyně (ukrajinsky печера Оптимістична) je sádrovcová jeskyně v Ternopilské oblasti na Ukrajině. V roce 2005, kdy byla známa délka chodeb přes 230 km, byla Optimistická jeskyně považována za druhou nejdelší na světě. V roce 2017 byla Optimistická jeskyně uváděna jako šestá nejdelší jeskyně na světě, podle údajů Ukrajinské speleologické asociace její délka k 15. červnu 2017 činila 257 km. Optimistická jeskyně je nejdelší známou podzemní prostorou v sádrovci.

## Poloha jeskyně
Celá jeskyně leží v prostoru menším, než dva čtvereční kilometry, v sádrovci méně než 20 metrů silném. Dolní patra jeskyně jsou často zanesená blátem. Hustota a složitost propojení jeskynních chodeb činí jeskyni známou jako jeskynní bludiště.

## Historie
Jeskyně byla objevena v roce 1966, od té doby v ní proběhlo více než 50 expedicí, které jeskynní systém rozšířily až do současné podoby. Poblíž se nachází Jezerní jeskyně, dle údajů z roku 2017 šestnáctá nejdelší jeskyně na světě. Propojení mezi oběma jeskyněmi se zatím nepodařilo nalézt.